# Bartók Mihály
Bartók Mihály (Szeged, 1933. szeptember 2. – 2020. február 28.) Széchenyi-díjas magyar kémikus, egyetemi tanár, a Magyar Tudományos Akadémia rendes tagja. Kutatási területe a heterogén katalízis a szerves kémiában és a katalitikus szintézisek. 1981–1987 között a József Attila Tudományegyetem Természettudományi Kar dékánja.

## Életpályája
1953-ban kezdte meg egyetemi tanulmányait a Szegedi Tudományegyetem Természettudományi Kar vegyész szakán, itt szerzett 1958-ban vegyészdiplomát. Ennek megszerzése után az egyetem Természettudományi Karának szerves kémiai tanszékén kapott tanársegédi állást. 1962-ben (amikor az egyetem felvette a József Attila Tudományegyetem nevet) adjunktussá, 1966-ban docenssé, 1973-ban pedig a tanszék vezetőjévé nevezték ki. Egyetemi tanári megbízását 1977-ben vette át. A tanszék élén 1994-ig állt. 1996-ban a Magyar Tudományos Akadémia és a JATE közös Organikus Katalízis Kutatócsoportjának vezetője lett, amely tisztséget 2003-ig töltötte be (2000-től az egyetem neve ismét Szegedi Tudományegyetem). 2002-ben az SZTE professor emeritusi címet adományozott neki.
1965-ben védte meg a kémiai tudományok kandidátusi, 1977-ben akadémiai doktori értekezését. A Szegedi Akadémiai Bizottság, az MTA Szerves és Biomolekuláris Kémiai Bizottság, valamint a Doktori Tanács kémiai szakbizottságának tagja lett. 1987-ben választották meg a Magyar Tudományos Akadémia levelező, 1995-ben rendes tagjává. Akadémiai tisztségei mellett tagja a Magyar Kémikusok Egyesületének, az Amerikai Kémiai Társaságnak (American Chemical Society) és az Angol Királyi Kémiai Társaságnak (Royal Society of Chemistry).

## Munkássága
Kutatási területei a heterogén katalitikus reakciók sztereokémiája, enantioszelektív heterogén katalitikus hidrogénezések.
Munkássága jelentős ezenfelül a katalitikus szintézisek, valamint a katalitikus reakciók sztereokémiája és mechanizmusa területén. A szerves vegyületek kontakt katalizátor – ezen belül különösen a fémkatalizátorok – hatására végbemenő átalakulásának kémiája területén ért el fontos eredményeket. Nevéhez fűződik az egyes szerves reakciók mechanizmusának tisztázása, valamint új heterogén katalitikus reakciók felfedezése. 2005-ben Széchenyi-díjban részesült.
Tudományos publikációit angol nyelven adja közre, gyakran rangos nemzetközi folyóiratokban. Tudományos közleményeinek száma meghaladja az 500-at. Egy szakkönyv és tizennégy könyvfejezet szerzője. 1980 és 2001 között öt alkalommal jelentek meg dolgozatai könyvalakban.

## Családja
1955-ben nősült, felesége Bozóki Gizella. Házasságukból két fiúgyermekük született. Egyik fia Bartók Tibor bioanalitikus, DSc. Másik fia Bartók Mihály programozó matematikus. Három unokája született: Bartók Mihály, Bartók Tamás, Bartók Tibor.

## Főbb publikációi

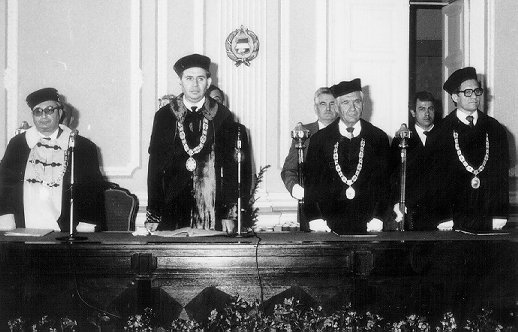
A JATE vezetői, jobbról haladva: Bartók Mihály dékán, Serfőző Lajos dékán, Kristó Gyula rektor, Veres József dékán, 1984

- Hydroisomerization of Carbon Compounds (társszerző, 1975)
- I. 3-Bond Shift Isomerization (társszerző, 1979)
- The Study of Confirmations of Stereoisomers (társszerző, 1979)
- Szerves kémi. Kémiai átalakulások gyűjteménye; Egyetem, Természettudományi Kar, Szeged, 1980
- Isomerization of 1 3-dioxacycloalkanes (társszerző, 1981)
- Bartók Mihály–L. Láng Kornélia: Az oxacikloalkánok kémiája; Akadémiai, Bp., 1985
- Stereochemistry of Dehydration of Oxolanes (társszerző, 1985)
- Stereochemistry of Heterogeneous Metal Catalysis (társszerző, 1985)
- Study of Molecular Conformation and Reactivity (társszerző, 1985)
- Small ring heterocycles, Part 3 (Láng Kornéliával, 1985)
- Diolok dehidratálása (társszerző, 1986)
- A szénvegyületek heterogén katalitikus átalakulásainak újabb eredményei (1988)
- A New Metal Catalysed Reaction (társszerző, 1989)
- Rearrangements of Open-chain and Cyclic Ethers (Saul Pataival, 1993)
- A New Cinchoma-modified Platinum Catalyst (társszerző, 1998)
- Térkémiai tényezők szerepe a fémkatalízisben; MTA, Bp., 1999 (Székfoglalók a Magyar Tudományos Akadémián)
- New Synthesis of a Useful C3 Chiral Building Block by Heterogeneous Method (társszerző, 1999)
- New Data in the Enantioselective Hydrogenation of Ethyl Pyruvate Catalyzed by Chinchona Alkaloid Modified Pt/Al2O3 in Toluene (társszerző, 2003)
- Heterogeneous Catalytic Enantioselective Hydrogenation of Activated Ketones (2006)
- Fodor Gábor, 1915–2000. Elhangzott: 2002. november 19.; MTA, Bp., 2006 (Emlékbeszédek az MTA elhunyt tagjai felett)
- Unexpected inversions in asymmetric reactions: reactions with chiral metal complexes, chiral organocatalysts, and heterogeneous chiral catalysts (2009)[2]